# قتاد جملي
القَتَاد الجملي أو قتاد الجمل (باللاتينية: Astragalus camelorum) نوع نباتي عشبي من جنس القتاد.

## البيئة والانتشار
موطنه سيناء.

## مرادفات للاسم العلمي
- (باللاتينية: Astragalus macrobotrys var. camelorum Velen.)

## لمراجع
1. ↑  قاعدة البيانات الأوروبية-المتوسطية للنباتات.خريطة انتشار القَتَاد الجملي (بالإنكليزية). تاريخ الولوج 15 نيسان 2012. نسخة محفوظة 09 يناير 2018 على موقع واي باك مشين.